# Renk (Jižní Súdán)
Renk je město v Jižním Súdánu, u hranic se Súdánem. Je hlavním městem okresu Renk a státu Severní Horní Nil. Nachází se v nejsevernějším výběžku Jižního Súdánu, na břehu Bílého Nilu. Spolu s hlavním městem Jižního Súdánu Džubou, vzdáleným asi 900 kilometrů je spojen hlavní silnicí, která vede skrz město a dá se po ní dojet též do Súdánu. V Renku je také letiště.

## Počet obyvatel
Počet obyvatel roste. Zatímco v roce 2004 bylo odhadováno 26 850 lidí, podle odhadů z roku 2014 už to je okolo 176 020 lidí.

## Ekonomika
Okres Renk je převážně zemědělský, hojně se provozuje kočovný chov zvířat. Hlavním vývozním artiklem je arabská guma, okolo 35% veškeré světové produkce arabské gumy pochází z okolí města Renk. V okolí města byla též nalezena ropa.

## Pamětihodnosti
Renk nemá mnoho pamětihodností. Ve městě se nachází mnoho kanceláří, jsou zde místní oddělení několika bank, například Ivory Bank nebo Nile Commercial Bank. Nachází se zde také letiště, které slouží městu i okolním vesnicím. Zajímavá je také silnice Malakál-Rabak, procházející přes město od severu k jihu. Z přírodních památek je tu řeka Bílý Nil, na jehož levém břehu město Renk leží.